# Robert Moran (compositeur)
Pour les articles homonymes, voir Robert Moran.
Œuvres principales
The Juniper Tree
Robert Moran (né le 8 janvier 1937 à Denver) est un compositeur américain.

## Biographie
Moran étudie le dodécaphonisme auprès de Hans Erich Apostel à Vienne puis a une maîtrise des arts en 1963 au Mills College à Oakland, en Californie, où il étudie auprès de Darius Milhaud et Luciano Berio. Après avoir vécu pendant des périodes allant de quelques mois à quelques années dans divers lieux, de Vienne à Berlin, en passant par New York, Milan, Portland et San Francisco, il s'établit à Philadelphie en 1984.

## Œuvres

### Opéras
- The Juniper Tree (1985) (avec Philip Glass)
- Desert of Roses (première en février 1992 au Houston Grand Opera)
- From the Towers of the Moon (première en mars 1992 au Minnesota Opera)
- The Dracula Diary (première en mars 1994 au Houston Grand Opera)
- Night Passage (1995)

Certains opéras ont une durée inférieure à dix minutes, pour une variété de voix et de petits ensembles instrumentaux : Remember Him to Me, So Suddenly a War, Your Pig is Dead... Les fragments de livrets sont de Gertrude Stein.

### Ballets
- Rocky Road to Kansas (1995)
- Waltz In Memoriam Maurice Ravel pour piano
- Wendekreise première mondiale à l'opéra de Bavière, 1972
- ALICE, commande du Scottish Ballet, première mondiale en avril 2011

## Autres
- For Organ (1967)
- Thirty Nine Minutes for Thirty Nine Autos (août 1969)
- Hallelujah (1971)
- Emblems of Passage (1974)
- Dream Quilt (1997)
- The Eternal Hour (1974)
- Pachelbel Promenade
- Waltz in Memoriam Maurice Ravel (1977)
- Ten Miles High Over Albania (1983)
- Three Dances (1983-1986)
- Survivor From Darmstadt (1984)
- Open Veins (1986)
- Halicarnassian Quartet
- Leipziger Kerzenspiel
- Three Baroque Songs (1988)
- Requiem: Chant Du Cygne (March 1990)
- Points of Departure (1993)
- Seven Sounds Unseen (1993)
- 32 Cryptograms for Derek Jarman (1995)
- Obrigado (1996)
- Voce Della Fontana (1998)
- Stimmen Des Letzten Siegels (Voices of the Last Seal) (2001)
- Trinity Requiem (commémoration du dixième anniversaire des attentats du 11 septembre 2001) (2011) (Amico 2011).